# سيفيتس

دول سيفيتس:كولومبيا ،اندونيسيا ،فيتنام ،مصر ،تركيا ،جنوب أفريقيا

سيفيتس CIVETS (كولومبيا وإندونيسيا وفيتنام ومصر وتركيا وجنوب أفريقيا) هو اختصار للأسواق الناشئة صيغ في أواخر عام 2009 من قبل روبرت وارد، مدير التنبؤات العالمية في وحدة الاستخبارات الاقتصادية. كما استخدم الرئيس التنفيذي لإتش إس بي سي مايكل جوجهيجان هذا المصطلح أيضاً. لهذه الدول مميزات مشتركة عدة، مثل اقتصادها الديناميكي المتنوع وتزايد عدد سكانها من الشباب.

## أصل التسمية
كلمة civet تعني سنور الزباد، وهو من الثدييات التي تشبه القط، والتي تنشط ليلاً في ما لا يقل عن اثنين من بلدان «سيفيتس» إندونيسيا وفيتنام.
كما أنها اختصار لاسم الدول المصنفة في هذا التصنيف (كولومبيا C، إندونيسيا I، فيتنام V، مصر E، تركيا T، جنوب أفريقيا S).

## معدل النمو
تدين بلدان «سيفيتس» بتسميتها المختصرة لوحدة الاستخبارات الاقتصادية، والتي تتوقع أن هذه البلدان سوف تنمو بمعدل سنوي نسبته 4.5٪ خلال العشرين سنة المقبلة. وهذا المعدل أقل قليلاً من متوسط 4.9٪ الذي توقعته وحدة الاستخبارات الاقتصادية بالنسبة لبلدان البريكس (سابقا بريك)، وأعلى بكثير من معدل 1.8٪ المتوقع لأغنى البلدان في العالم أو مجموعة السبع.

## التحديات
في دراسة استقصائية حديثة أجرتها «المعرفة في وارتن» وشركة الاتصالات العالمية «فلايشمان هيلارد» Fleishman-Hillard، تشير غالبية المديرين التنفيذيين للشركات، والمستثمرين، ورجال الأعمال إلى أنها تود ممارسة الأعمال التجارية مع الشركات متعددة الجنسيات داخل بلدان «سيفيتس». قال المشاركون إنهم انجذبوا أكثر إلى مجموعة «سيفيتس» بسبب تكاليف العمالة والإنتاج المتدنية والأسواق المحلية المتنامية لهذه البلدان. عندما طلب منهم تحديد نقاط الضعف، أشار المشاركون في هذا الاستقصاء إلى عدم الاستقرار السياسي والفساد وانعدام الشفافية والبنية التحتية، وشركات محلية تفتقر إلى شهرة كبيرة أو تعريف هوية العلامة التجارية.